# Río Tamar
El río Tamar es un corto río costero del suroeste de la isla de Gran Bretaña, en Inglaterra. Forma la mayor parte del límite entre los condados de Devon (al este) y Cornualles (al oeste). Discurre por una zona que es patrimonio de la humanidad debido a sus históricas minas.
El río Tamar nace a menos de 6 km de la costa norte de Cornualles y fluye en dirección sur a lo largo de 98 km, hasta desembocar en la costa sur.
Su nombre fue mencionado por primera vez por Ptolomeo en su Geografía (siglo II).

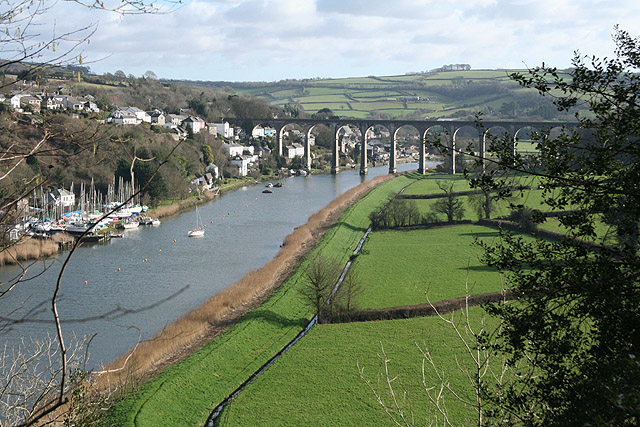
El ferrocarril del valle del Tamar cruza el río por un viaducto construido en 1907 en Calstock
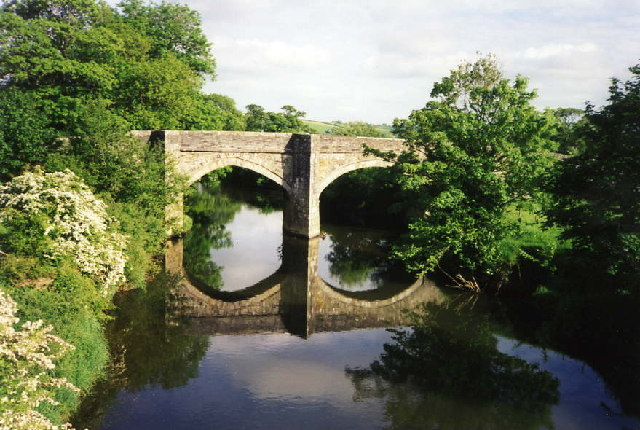
Puente sobre el Tamar cerca de St Stephens por Lauceston
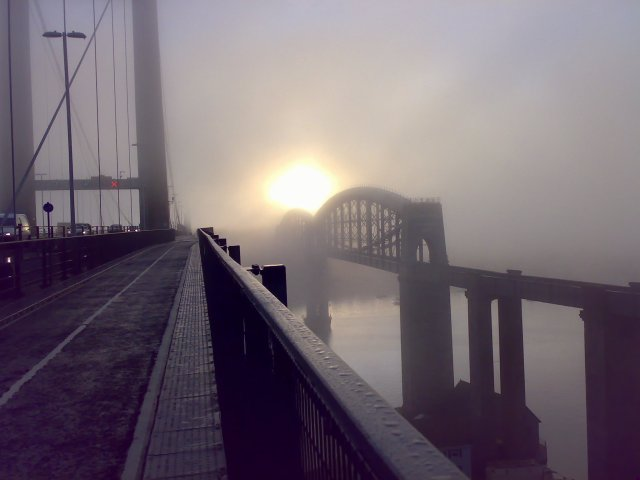
Puente del Tamar y puente Royal Albert entre Plymouth y Saltash